# فونتين ليتالون
فونتين ليتالون (بالفرنسية: Fontaine-l'Étalon)‏ هي بلدية تقع في إقليم باد كاليه من منطقة نور با دو كاليه في شمال فرنسا. تبلغ مساحة هذه المدينة 3.98 (كم²)، وترتفع عن سطح البحر 102 م، يبلغ عدد سكانها 112 نسمة حسب إحصاء المعهد الوطني للإحصاء والدراسات الاقتصادية سنة 2009 م. وترأس Alain Trannin البلدية خلال فترة (2008-2014).